# ZombieLars
ZombieLars és una sèrie dramàtica noruega per a adolescents sobre el fet de ser diferents. La sèrie es va estrenar el 10 de juny de 2017 al canal NRK Super. S'ha doblat al català per al canal SX3, que va estrenar-la per televisió el 14 d'octubre de 2022.

## Premis i reconeixements
Guanyadora dels premis Gullruten de 2019 al millor programa infantil o juvenil, categoria per la qual ja va estar nominada el 2018. També ha estat nominada al millor guió de drama televisiu en l'edició de 2018 i 2019 (Thomas Seeberg Torjussen) i a la millor banda sonora original de 2019 (John Erik Kaada).
El 2018, la sèrie va guanyar el premi principal del Prix Jeunesse en la categoria 11 – 15 Ficció, a més de guanyar el premi del jurat internacional en la mateixa categoria. El 2019, va guanyar el premi del Festival de la Rose d'Or en la categoria Nens i joves.